# David Kelly (ator)
David Kelly (Dublin, 11 de julho de 1929 – Dublin, 12 de fevereiro de 2012) foi um ator irlandês. Dono de um dos rostos e vozes mais conhecidos do teatro e cinema da Irlanda, Kelly é conhecido por seus papéis como Rashers Tierney em Strumpet City, primo Enda em Me Mammy, o construtor Mr O'Reilly em Fawlty Towers, Albert Riddle em Robin's Nest e vovô Joe no filme Charlie and the Chocolate Factory (2005). Outro papel notável de sua carreira foi em Waking Ned, pelo qual recebeu o Prêmio Satellite de Melhor Ator em Cinema e duas indicações ao Prêmio Screen Actors Guild.

## Biografia
Nascido em Dublin, começou sua carreira artística no teatro com peças de William Shakespeare e Samuel Beckett,  e posteriormente atuou no cinema e televisão, meio no qual participou de séries cômicas como Fawlty Towers e A Fortuna de Ned, na qual apareceu conduzindo uma moto completamente nu.
Atuou no filme em A Fantástica Fábrica de Chocolate, dirigido por Tim Burton, no papel de Joe, o avô materno de Charlie. Sua última aparição no cinema foi no filme de fantasia britânico Stardust - O Mistério da Estrela, em 2007.
Casado com a atriz Laurie Morton, com quem teve dois filhos, Kelly recebeu o prêmio honorário da Academia de Cinema irlandesa por sua longa trajetória, na qual alternou papéis dramáticos com a comédia.

## Vida pessoal e morte
Kelly foi casado com a atriz Laurie Morton, com quem teve dois filhos: David e Miriam. Ele morreu após sentir-se mal em 12 de fevereiro de 2012, aos 82 anos. O jornal irlandês The Irish Times se referiu a ele como o "grande velho da atuação irlandesa". Um funeral católico foi arranjado em 16 de fevereiro de 2012, na igreja Miraculous Medal, em Dublin, sua cidade natal. Kelly foi cremado no Mount Jerome Cemetery and Crematorium.

## Prêmios e indicações
Kelly venceu o Helen Hayes Award de melhor ator coadjuvante em 1991 pela atuação na peça The Playboy of the Western World. Ele foi indicado ao Prémio Screen Actors Guild de melhor ator secundário em cinema em 1999 pelo filme Waking Ned e recebeu o Prémio Satellite de melhor ator em cinema, dividido com Ian Bannen.
Em 2005, Kelly recebeu o prêmio de carreira nos Irish Film & Television Awards, além de ser indicado na categoria melhor ator coadjuvante pelo filme Charlie and the Chocolate Factory.